# Алакуртті (аеродром)
Алакуртті (фін. Alakurtti) — військовий аеродром в Мурманській області, розташований 3 км на північний захід від села Алакуртті.

## Історія

### Друга Світова війна
Будівництво аеродрому в тодішньому фінському селі Алакуртті почалося незадовго до початку Другої світової війни. Після закінчення Зимової радянсько-фінської війни 13 березня 1940 року за результатами Московської угоди територія на якій було село та аеродром була анексована Радянським Союзом. Аеродром і селище були звільнені 6-ю піхотною дивізією фінської армії та 169-ю гірсько-піхотною дивізією Вермахту вже в серпні 1941 року. До 14 вересня 1944 року військовий аеродром відігравав важливу роль для Німеччини: з нього Люфтваффе здійснювало нальоти на Кандалакшу та Кіровську залізницю. Ця залізниця мала стратегічне значення, нею перевозилась величезна частина військових вантажів, які США поставляли до СРСР за Ленд-лізом через порт Мурманська. Після невдалих спроб німецьких військ захопити Мурманськ бої перемістилися на південь і на аеродромі дислокувались німецькі літаки. Протягом усієї війни аеродром неодноразово піддавався бомбардуванням радянської авіації. Для попередження про їх атаки на аеродромі працював німецький радар.
Після повторної радянської окупації в кінці 1944 року на аеродромі розташувався 415-й винищувальний авіаційний полк РСЧА, залучений до Петсамо-Кіркенеської операції.

### Холодна війна
У 1950-х роках розвідувальні служби США спостерігали за Алакуртті, як за потенційною базою стратегічних бомбардувальників, здатних досягти США, але замість цього Радянська авіація далекої дії почала розбудову авіабази Оленья. У 1950-х роках аеродром взяв на себе роль пункта протиповітряної оборони, тут розмістилась винищувальна дивізія 22-ї повітряної армії, підпорядкованої центру протиповітряної оборони в Сєвєроморську.
Оскільки Алакуртті знаходиться лише за 50 км від кордону з Фінляндією, то значна присутність армії існувала ще з часів холодної війни. 85-та окрема вертолітна ескадрилья 6-ї армії ВПС і ППО дислокувала тут вертольоти Мі-8 і Мі-24. У 1980-х роках в Алакуртті також базувався вертолітний полк на Мі-8ПП, який спеціалізувався на радіоелектронних перешкодах.
Танковий полігон розташований близько 5 км на північ від аеродрому.

### XX століття
У грудні 2009 року внаслідок реформи ЗС РФ вертолітна ескадрилья була розформована, а її майно переведене до Мончегорська.
Колишній табір 54-ї мотострілецької дивізії з січня 2015 року знову зайняла нова арктична мотострілецька бригада ЗС РФ. Згідно з повідомленнями в пресі, Росія знову відкрила військову базу як гарнізон із 3000 фахівців з радіоелектроніки. У 2015 році повідомлялось в пресі, що на цій базі дислокується 80-та мотострілецька бригада. Російські газети повідомляли, що військові сили на цій базі згодом виростуть до 7000 солдатів.
У 2022 році 80-та окрема мотострілецька бригада була перекинута з бази поблизу аеродрому Алакуртті (в/ч 34667) до кордонів України.